# Synsphyronus magnus
Synsphyronus magnus är en spindeldjursart som beskrevs av Clarence Clayton Hoff 1947. Synsphyronus magnus ingår i släktet Synsphyronus och familjen gammelekklokrypare. Inga underarter finns listade i Catalogue of Life.